# Sidi Fathallah

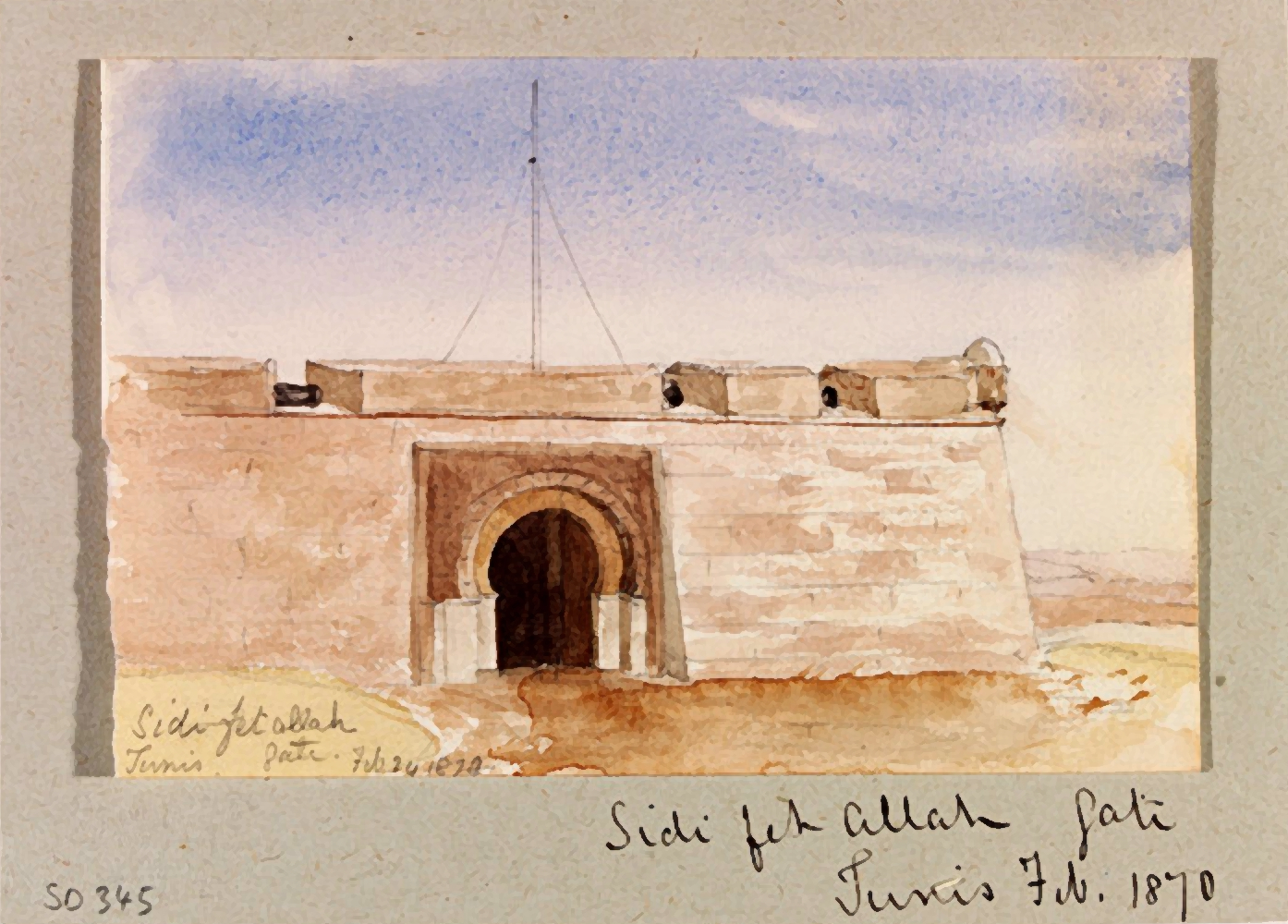
Bab Sidi Fathallah en 1870 par sir John Baptist Joseph Dormer

Sidi Fathallah (arabe : سيدي فتح الله) est un quartier situé à deux kilomètres au sud de Tunis et qui appartient à la délégation de Djebel Jelloud, rattachée administrativement au gouvernorat de Tunis.

## Toponymie
Le terme fath allah (فتح الله) signifie littéralement « s'ouvrir à Dieu ».
La plaine de Sidi Fathallah porte le nom d'un saint musulman mort en 1444 et réputé pour guérir la stérilité des femmes. Sa zaouïa donne naissance à un hameau près duquel passe la route reliant Tunis à Sousse.

## Histoire
Cette plaine, qui s'étend entre le Djebel Kharrouba et les collines de Mégrine et Radès, a certainement été le théâtre de la bataille de l'Ad Decimum, mettant fin à la domination des Vandales sur le territoire, qui est gagnée par Bélisaire, général de l'armée byzantine, le 13 septembre 533.